# St. Anna (Schaag)

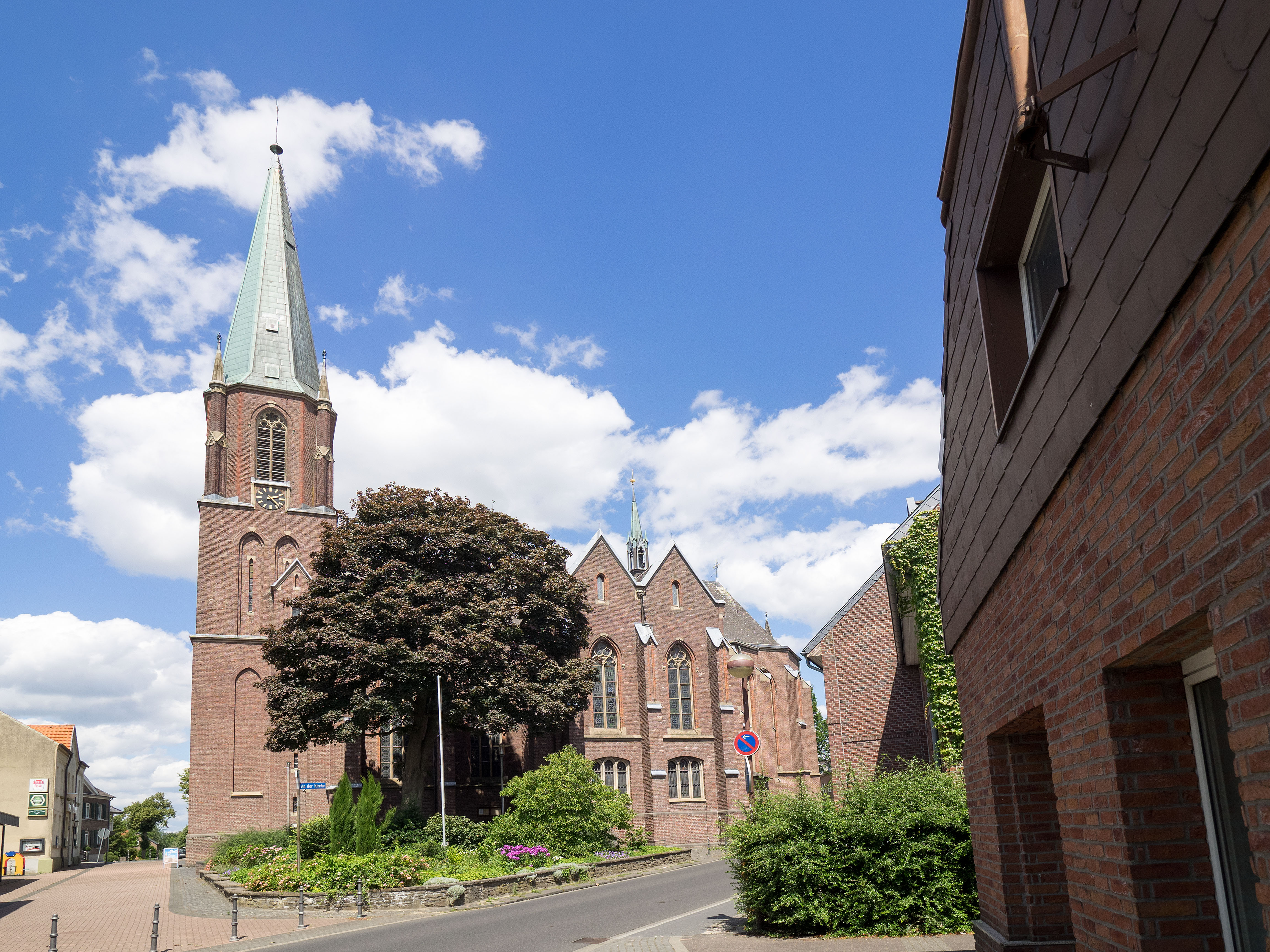
St. Anna in Schaag

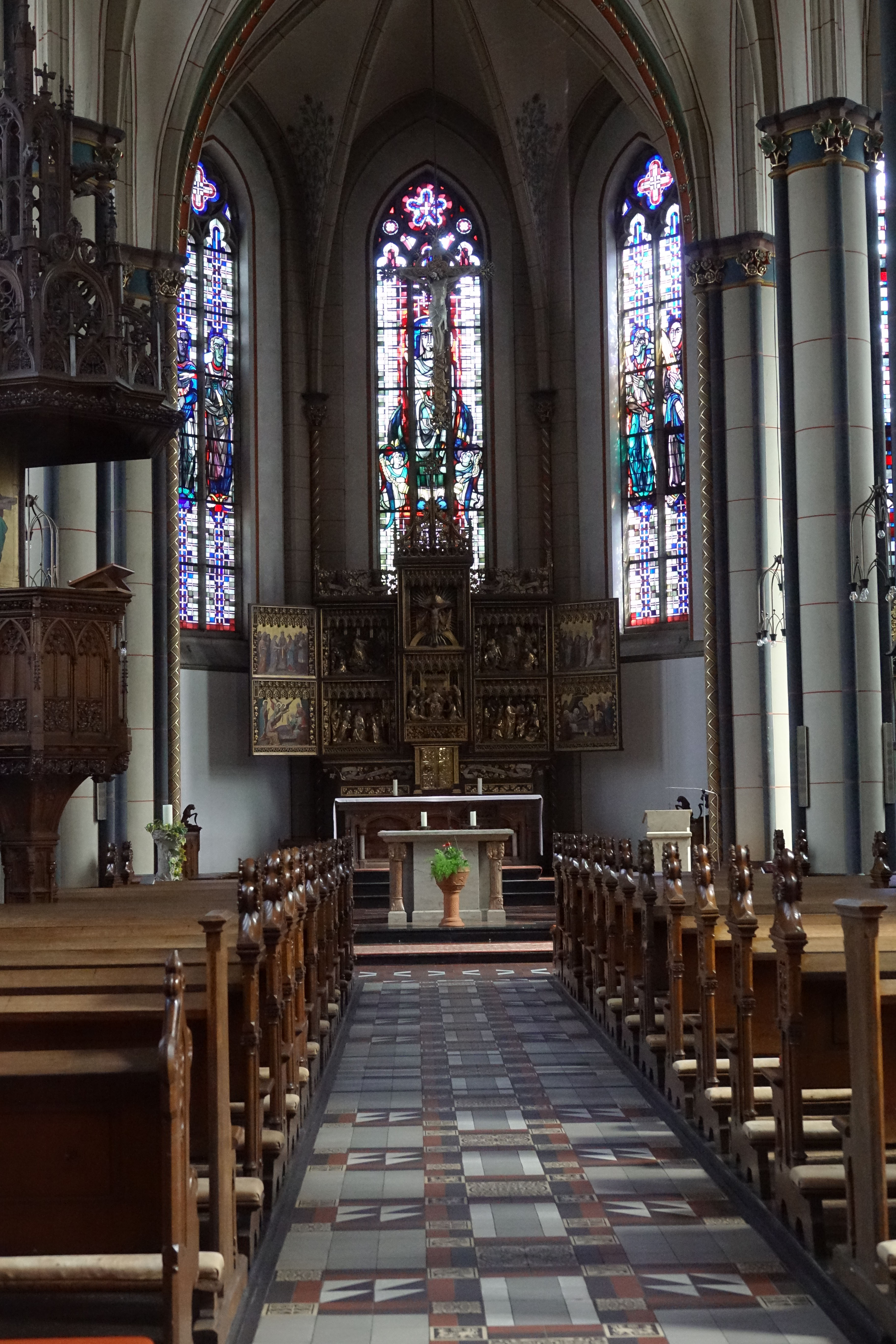
Innenraum

St. Anna ist eine römisch-katholische Pfarrkirche in Schaag, einem Stadtteil von Nettetal im Kreis Viersen in Nordrhein-Westfalen. Die Kirche ist unter Nummer 61 in die Liste der Baudenkmäler in Nettetal eingetragen und steht unter dem Patronat der hl. Anna. Sie wurde zwischen 1863 und 1865 nach Plänen von Vincenz Statz errichtet.

## Geschichte
Ursprünglich verfügte Schaag über kein eigenes Gotteshaus. Die Bewohner mussten zur Teilnahme am Gottesdienst die Pfarrkirche im benachbarten Breyell aufsuchen. Da der Weg zu beschwerlich wurde, beantragte im Jahr 1707 der damalige Pfarrer von Breyell, Theodor Korten, der Bürgermeister und die Schöffen beim Landesherrn, Herzog Johann Wilhelm II von Jülich und Berg, und beim Bischof von Lüttich den Bau einer Kapelle in Schaag. Nach Zustimmung von kirchlicher und staatlicher Seite wurde noch im selben Jahr die Kapelle erbaut. Das Bauwerk wurde 1788 und 1822 aufgrund der stetig steigenden Bevölkerungszahl erweitert. 1804 wurde Schaag zur eigenständigen Pfarrei erhoben, die Kapelle wurde zugleich Pfarrkirche.
Mitte des 19. Jahrhunderts wurde der Bau einer neuen Pfarrkirche beschlossen. Nachdem ein passendes Grundstück gefunden worden war, beauftragte die Pfarre den Kölner Baumeister Vincenz Statz mit der Planung des neuen Gotteshauses. Nach Genehmigung des Bauantrages im Jahr 1863 wurde mit dem Bau der heutigen Kirche begonnen. Die Grundsteinlegung war am 7. Juli 1863 und nach zweijähriger Bauzeit wurde die neue Kirche am 10. Juli 1865 geweiht. Die alte Kirche wurde zwischenzeitlich abgerissen.
Zwischen 1977 und 1978 fand eine grundlegende Sanierung statt. 1985 erhielt der Innenraum seine heutige Ausmalung. Der Zelebrationsaltar wurde am 2. September 1990 durch den Aachener Bischof Klaus Hemmerle konsekriert.

## Baubeschreibung
St. Anna ist eine dreischiffige und fünfjochige Hallenkirche aus Backsteinen in Formen der Neugotik mit vorgebautem Glockenturm im Westen und fünfseitig geschlossenem Chor im Osten.

## Ausstattung
In der Kirche hat sich ein Großteil der neugotischen Ausstattung aus der Bauzeit erhalten, die nach Entwürfen von Vincenz Statz ausgeführt wurden. Der neugotische Hochaltar und die beiden Nebenaltäre wurden 1865 vom Aachener Bildhauer Nikolaus Balck angefertigt, die Gemälde der Flügel des Hochaltares schuf der Künstler Peter Heinrich Windhausen. Die aus Messing gefertigte Ewig-Licht-Ampel schuf Franz Xaver Hellner aus Kempen 1869. Die Kanzel schuf 1866 die Werkstatt Bayten aus Kempen. Die 14 Kreuzwegstationen sind ebenfalls Werke Heinrich Windhausens aus dem Jahr 1872. Den Beichtstuhl schuf 1866 Nikolaus Balck, die Kirchenbänke des Mittelschiffes fertigte die Werkstatt Bayten, die Bänke der Seitenschiffe der ortsansässige Schreiner Hermes.
Aus der Vorgängerkirche wurde das barocke Taufbecken übernommen. Das älteste Ausstattungsstück ist eine Anna selbdritt aus dem 15. Jahrhundert. Die  Orgel wurde 1969 von der Orgelbauwerkstatt Heinz Wilbrand in Übach-Palenberg erbaut. Das Instrument besitzt 29 Register auf zwei Manualen und Pedal. Der 1990 geweihte Altar und der Ambo wurden 1990 vom Kevelaerer Bildhauer Karl Hoß gefertigt.

## Pfarrer
Folgende Priester wirkten bislang als Pastor an St. Anna:
- 1907–1933: Heinrich Elo
- 1933–1953: Johannes Frenck
- 1954–1974: Karl Conrads
- 1974–2003: P. Adrianus van Gorp SVD
- 2003–2024: Günter Puts
- Seit 2024: Benedikt Schnitzler